# Tarea de tiempo de reacción serial

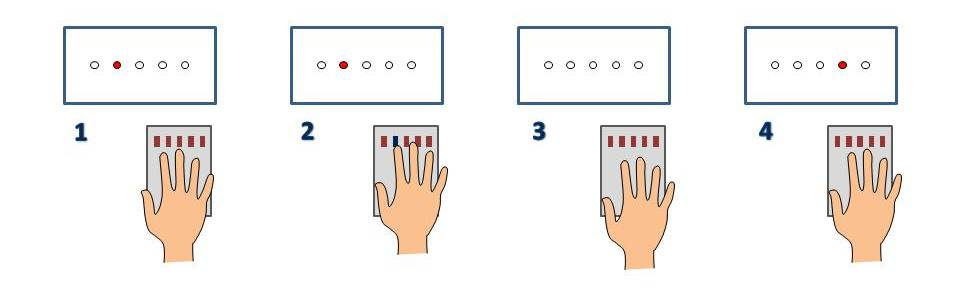
Secuencia del SRTT: 1. Estímulo. 2. Respuesta. 3. Intervalo fijo. 4. Nuevo estímulo.

Una tarea de tiempo de reacción serial (SRTT) es un paradigma experimental propio de la psicología en el que los sujetos deben responder pulsando distintas teclas que se corresponden con estímulos luminosos dispuestos horizontalmente. Este tipo de tareas se han utilizado a menudo para explorar la relación entre el arousal y el rendimiento de los sujetos en determinadas tareas. También ha sido ampliamente utilizado para estudiar el aprendizaje implícito.

## Historia
La relación entre el rendimiento y el arousal ya fue estudiada en su momento por Yerkes y Dodson, que formularon la célebre ley de Yerkes-Dodson según la cual los mejores resultados en rendimiento en tareas de dificultad alta se obtienen con niveles moderados de arousal (no con niveles altos, como se podría suponer en un principio).
En 1963, Wilkinson diseña la SRTT para estudiar como afectan al tiempo de reacción los factores que influyen positiva o negativamente en el arousal, determinando que la relación está lejos de ser directa o lineal. Posteriormente se ha utilizado a menudo el paradigma SRTT bajo condiciones de ruido y pérdida de sueño. Esto ha dado lugar a hallazgos bastante trascendentes de cara a la investigación en psicología, poniendo de manifiesto qué en ocasiones, en situaciones de privación de sueño, el ruido puede actuar potenciando el arousal y mejorando por tanto el rendimiento de los sujetos.
Con el tiempo, el uso de la SRTT ha rebasado los límites de la investigación psicológica. Dado que esta tarea pone a prueba procesos que involucran la organización temporal del comportamiento, la formación de asociaciones de alto orden y la predicción de eventos futuros, se ha utilizado para explorar los procesos subyacentes a una amplia gama de conductas, incluidos los principios cognitivos y biológicos del aprendizaje y la memoria.
También se ha utilizado este paradigma para estudiar el aprendizaje implícito en usuarios intensivos de videojuegos.

## Neurología
Diversos estudios psicofarmacológicos sobre la atención en animales y humanos, ponen de manifiesto que el sistema monoaminérgico y el colinérgico desempeñan papeles distintos en diferentes aspectos del rendimiento controlados por el 5CSRTT, implicando sistemas neuronales centrados en la corteza prefrontal, la corteza cingulada y el cuerpo estriado.